# 파이어니어 비너스 계획

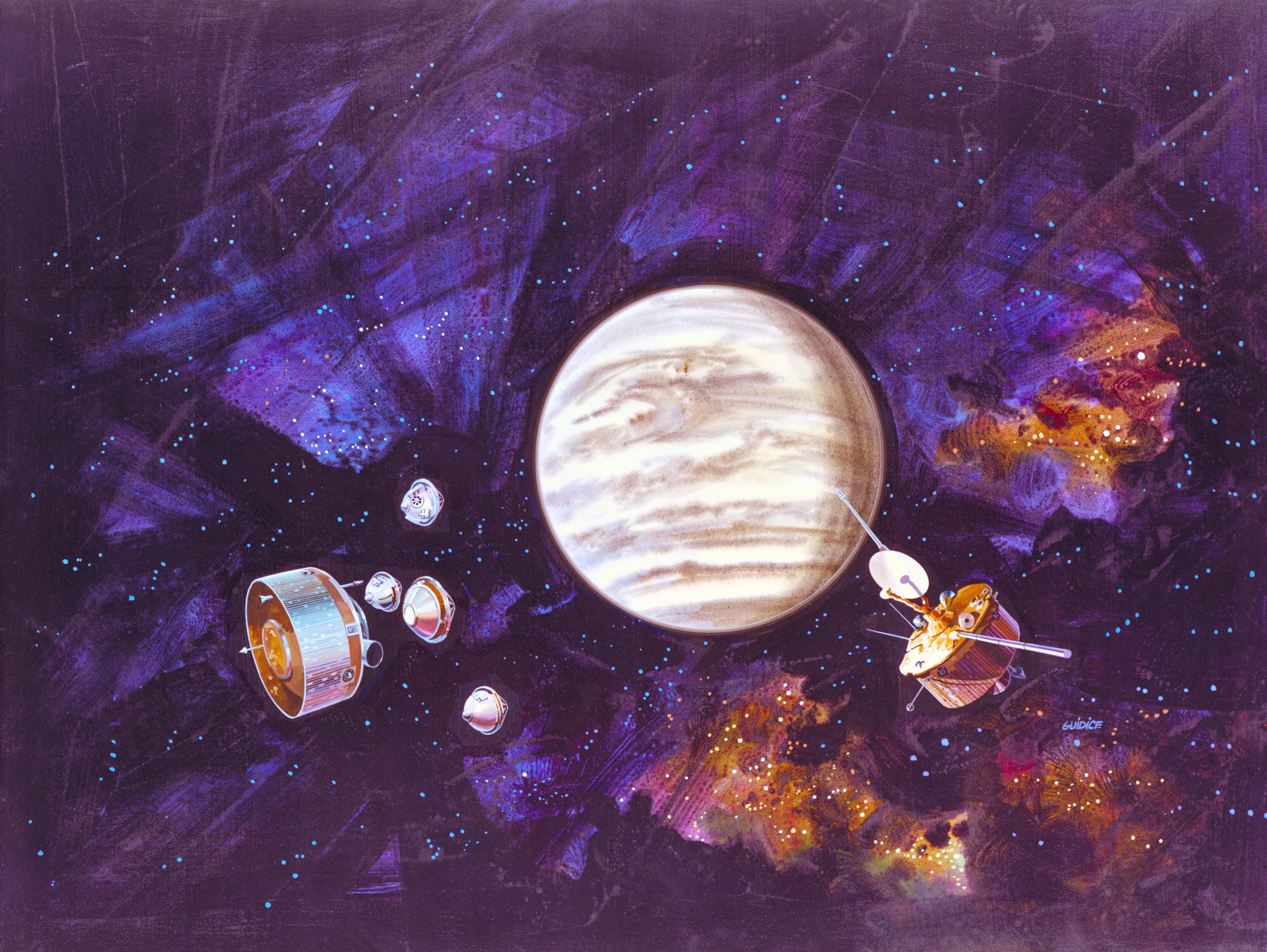
파이어니어 금성 우주선이 금성에 도착하다

파이어니어 비너스 계획 또는 파이어니어 비너스 프로젝트(Pioneer Venus project), 파이어니어 금성 계획은 1978년에 금성으로 발사된 파이어니어 금성 궤도선과 파이어니어 금성 다중탐사정이라는 두 우주선으로 구성된 파이어니어 계획의 일부였다. 이 프로그램은 미국 항공 우주국(NASA)의 에임스 연구 센터에서 관리했다.
파이어니어 금성 궤도선은 1978년 12월 4일 금성 주위 궤도에 진입하여 금성의 대기와 표면을 특성화하기 위한 관측을 수행했다. 1992년 10월까지 계속해서 데이터를 전송했다.
파이어니어 금성 다중탐사정은 1978년 12월 9일 금성 대기에 4개의 작은 탐사선을 배치했다. 4개의 탐사선 모두 표면으로 하강하는 동안 데이터를 전송했다. 한 탐사선은 착륙에서 살아남았고 한 시간 넘게 표면에서 데이터를 전송했다.

## 같이 보기
- 베가 계획
- 베네라 계획